# Squirrel Nut Zippers
Squirrel Nut Zippers (Скві́рел Нат Зі́ппас) — американський гурт, що виник 1993 року у Чапел-Гіллі, Північна Кароліна. В музиці гурту відчутний сильний вплив дельта-блюзу, циганського джазу, свінґу 1930-из років, клезмеру. 

## Учасники
Теперішні
- Джеймс Метус (James "Jimbo" Mathus) — спів, гітара, слайд-гітара, банджо, тромбон, фортепіано
- Катаріне Вален (Katharine Whalen) — спів, банджо, укулеле
- Стюарт Коул (Stuart Cole) — бас-гітара
- Кріс Філліпс (Chris Phillips) — перкусія, ударні
- Дже Віденгаус (Je Widenhouse) — труба, корнет
- Генрі Вестморленд (Henry Westmoreland) — саксофон
- Роберт Ґріффін (Robert "Griffanzo" Griffin) — фортепіано, клавішні

Колишні
- Кен Мошер (Ken Mosher) — гітара, саксофон, спів
- Том Максвелл (Tom Maxwell) — спів, гітара, саксофон, гонг
- Дон Ралей (Don Raleigh) — бас-гітара, гонг
- Стейсі Ґесс (Stacy Guess) — труба
- Девід Райт (David Wright) — тромбон
- Різ Ґрей (Reese Grey) — фортепіано
- Тім Сміт (Tim Smith) — саксофон
- Ендрю Бірд (Andrew Bird) — скрипка (почесний учасник)

## Дискографія
Альбоми
- The Inevitable (1995)
- Hot (1996)
- Sold Out (1997)
- Roasted Right (EP, 1997)
- Perennial Favorites (1998)
- Christmas Caravan (1998)
- Bedlam Ballroom (2000)
- The Best of Squirrel Nut Zippers as Chronicled by Shorty Brown (2002)
- Lost at Sea (живий альбом, 2009)

Синґли
- "Hell" (1996) - #13 Modern Rock Tracks, #71 Pop
- "Put a Lid on It" (1996)
- "Suits Are Picking Up the Bill" (1998)